# Synagoga v Ivančicích
Synagoga v Ivančicích je bývalá židovská svatyně postavená v roce 1853 na místě starší modlitebny. Nachází se jako č.p. 26 v ulici Josefa Vávry asi 150 m severně od Palackého náměstí, v bývalé židovské čtvrti. Synagoga je chráněna jako kulturní památka České republiky.
Ivančická synagoga, jež byla podle projektu vídeňského architekta Lorenze Wagnera zbudována ve stylu pozdního empíru, sloužila po válce jako skladiště. V současné době se připravuje její adaptace na kulturní centrum.
Ivančická židovská komunita sice přestala existovat v roce 1940, nicméně na zdejším hřbitově se pohřbívalo i po válce.